# Дан Куейл
Джеймс Данфорт Куейл (на английски: James Danforth „Dan“ Quayle) е американски политик, 44-ти вицепрезидент на САЩ и сенатор на американския щат Индиана. Преди това е член на Камарата на представителите (1981 – 1989). Член е на Републиканската партия.

## Биография
Куейл е роден на 4 февруари 1947 година в Индианаполис, Индиана, в семейството на Марта Корин и Джеймс Клайн Куейл. В своите мемоари той посочва, че рожденото му име е Джеймс Данфърт Куейл. Името Куейл произхожда от остров Ман, където се е родил прадядо му.
Неговият дядо, Юджийн С. Пулиам, е богат и влиятелен издателски магнат, основал вестници. Собственик на над 12 големи вестника като Републиката Аризона и Индианаполис Стейт. Джеймс Куейл премества семейството си в щата Аризона през 1955 г., за да управлява клон на издателската империя на семейството. Куейл отчита състоянието си през 1988 г. на 1,2 милиона долара.
След като прекарва голяма част от младостта си в Аризона, Куейл се завръща в родния си Индиана и завършва гимназия в Хънтингтън през 1965 г. След това е получил своята бакалавърска степен в политически науки през 1969 г. След като завършва университета, Куейл се присъединява към Националната гвардия на армията на Индиана и служи от 1969 – 1975 г., достигайки сержант. Докато служи в Гвардия, той защитава докторска степен по право през 1974 г. в Университета на Индиана Робърт Х. Макинки. Той се запознава с бъдещата си съпруга, Мерилин, която по това време полагаше вечерни курсове в едно и също юридическо училище.

## Политическа кариера и живот след това
През 1988 г. вицепрезидентът Джордж Хърбърт Уокър Буш, е номиниран за кандидат-президент на Републиканската партия. Той избира сенатора от Индиана Дан Куейл за свой вицепрезидент. Тандемът Буш/Куейл печели изборите през 1988 г. срещу демократите Майкъл Дукакис и Лойд Бентсън.
Като вицепрезидент, Куейл прави официални посещения в 47 държави и е назначен за председател на Националния космически съвет. Той е номиниран отново за вицепрезидент през 1992 г., но тандемът Буш/Куейл е победен от Бил Клинтън и Ал Гор.
През 1994 г. Куейл публикува мемоарите си „Постоянна фирма“, но отказва да се кандидатира за публична длъжност в този период от време, защото страда от флебит. Той се кандидатира за президентската номинация на Републиканската партия през 2000 г., но оттегли и подкрепи Джордж Уокър Буш. През 2016 г. той подкрепи Джеб Буш и след това подкрепи Доналд Тръмп за президент. Куейл и съпругата му живеят в Парадайз Вали, щата Аризона.